# Nordische Badmintonmeisterschaft 1971
Die Nordische Badmintonmeisterschaft 1971 fand vom 20. bis zum 21. November 1971 in Göteborg statt. Es war die zehnte Auflage dieser Veranstaltung.

## Sieger und Platzierte
| Disziplin    | Gold                          | Silber                      | Bronze                      |
| ------------ | ----------------------------- | --------------------------- | --------------------------- |
| Herreneinzel | Svend Pri                     | Sture Johnsson              | Thomas Kihlström            |
| Herreneinzel | Svend Pri                     | Sture Johnsson              | Elo Hansen                  |
| Dameneinzel  | Eva Twedberg                  | Pernille Kaagaard           | Ulla Strand                 |
| Dameneinzel  | Eva Twedberg                  | Pernille Kaagaard           | Lene Køppen                 |
| Herrendoppel | Erland Kops Svend Pri         | Poul Petersen Per Walsøe    | Jørgen Mortensen Elo Hansen |
| Herrendoppel | Erland Kops Svend Pri         | Poul Petersen Per Walsøe    | Sture Johnsson Bengt Fröman |
| Damendoppel  | Anne Flindt Pernille Kaagaard | Ulla Strand Karin Jørgensen | Lene Køppen Lonny Bostofte  |
| Damendoppel  | Anne Flindt Pernille Kaagaard | Ulla Strand Karin Jørgensen | Eva Carlsen Bente Flindt    |
| Mixed        | Per Walsøe Pernille Kaagaard  | Svend Pri Ulla Strand       | Gert Perneklo Eva Twedberg  |
| Mixed        | Per Walsøe Pernille Kaagaard  | Svend Pri Ulla Strand       | Elo Hansen Karin Jørgensen  |

## Finalresultate
| Disziplin    | Sieger                        | Finalist                    | Ergebnis          |
| ------------ | ----------------------------- | --------------------------- | ----------------- |
| Herreneinzel | Svend Pri                     | Sture Johnsson              | 8–15, 15–11, 15–7 |
| Dameneinzel  | Eva Twedberg                  | Pernille Kaagaard           | 3–11, 11–3, 12–11 |
| Herrendoppel | Erland Kops Svend Pri         | Poul Petersen Per Walsøe    | 15–5, 15–11       |
| Damendoppel  | Anne Flindt Pernille Kaagaard | Ulla Strand Karin Jørgensen | Walkover          |
| Mixed        | Per Walsøe Pernille Kaagaard  | Svend Pri Ulla Strand       | Walkover          |